# Список запусков баллистических ракет в СССР в 1947 году

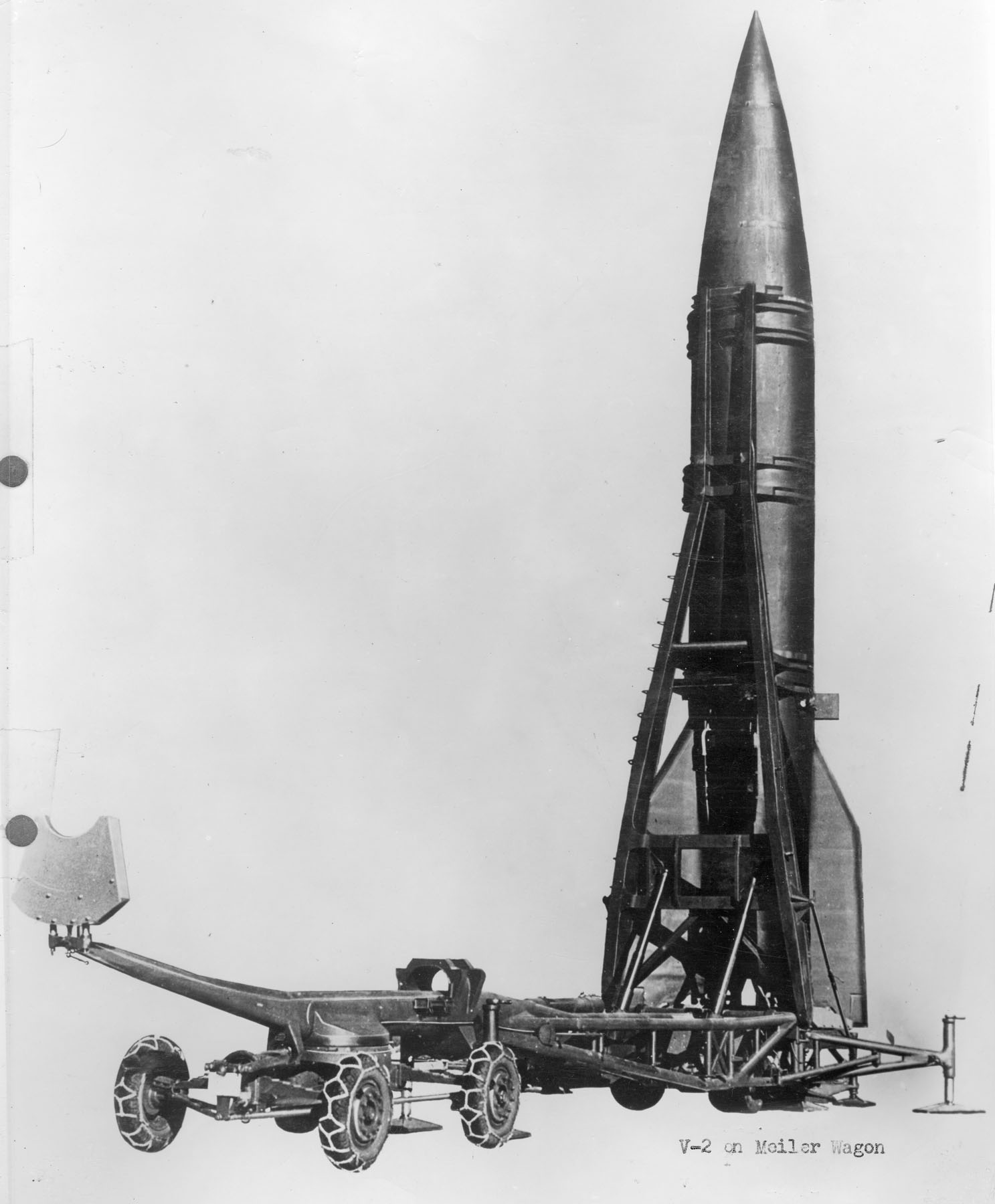
Ракета A-4 на транспортно-пусковой установке

В списке запусков баллистических ракет в СССР в 1947 году, в хронологическом порядке представлены все запуски баллистических ракет, произведённые на территории СССР в 1947 году. Они были первыми осуществлёнными запусками баллистических ракет, созданных на территории СССР силами армейских и гражданских специалистов на основе трофейных задельных комплектов немецких ракет A-4 (Фау-2), доставленных из оккупированной Германии.

## Подготовка запусков
В докладной записке от 13 марта 1947 года командующего артиллерией Советской армии Н. Н. Воронова на имя председателя Совета министров СССР И. В. Сталина подчёркивалось:

В данный момент имеется 30 ракет Фау-2, собранных из немецких деталей в Германии, готовых к пуску. Пуск Фау-2 крайне необходим как можно скорее для проверки подготовки и знаний в этой области наших молодых кадров по реактивной технике, для организации производства и ускорения дальнейшего развития этой техники в наших условиях.— 
Первые ракеты в СССР собирались из трофейных комплектующих. Завод возле города Нордхаузен к моменту прибытия на территорию 1 августа 1945 года советских войск был основательно «зачищен» американскими специалистами, оборудование повреждено, все целые ракеты — вывезены. В мае 1946 года вышло постановление о развитии ракетостроения в СССР и создании Государственного союзного научно-исследовательского института реактивного вооружения (НИИ-88) в подмосковном Калининграде (в настоящее время — Королёв), где одним из главных конструкторов значился Сергей Королёв. Были найдены немецкие специалисты в Германии, которые вместе с советскими ракетчиками восстанавливали часть предприятий, чертежи, детали и агрегаты ракет. 
Сборка ракет (серия «Н») производилась в оккупационной советской зоне — в институте Нордхаузен. Параллельно сборка шла в Подмосковье, где располагался опытный завод — НИИ-88 под общим руководством Сергея Королева. Там собирали ракеты серии «Т» — из деталей, узлов и агрегатов, доставленных из Германии.
26 июля 1946 года было выпущено Постановление Совета министров СССР № 2643-818 «О проведении в 1947 году опытных пусков ракет А-4 (Фау-2)», в котором ставилась задача произвести испытательные пуски в период сентябрь—октябрь 1947 года.
С 18 октября по 13 ноября было произведено 11 запусков ракет, о чём было доложено 28 ноября 1947 года в «Докладной записке Н. Д. Яковлева и других И. В. Сталину о результатах пуска ракет Фау-2».
По итогам запусков отмечалось, что ракеты А-4 не были полностью отработаны и предлагалось осуществить в 1948 году запуски ракет Р-1, у которых будут устранены недостатки, выявленные в ракетах А-4.
Все запуски производились расчётами Бригады особого назначения резерва Верховного командования и советскими гражданскими специалистами при участии специалистов из Германии.

## Список
Каждый запуск баллистической ракеты, произведённый в СССР в 1947 году, был зафиксирован в «Книге учёта пуска ракет за 1947—1962 гг. Архив Военно-научного комитета РВСН».
Часть ракет были установлены на стартовую позицию, но по техническим причинам запуск не состоялся. Ракеты серии «Т» были собраны в СССР, серии «Н» в Германии.
| Тип ракеты | Дата испытания  | Номер изделия | Место запуска | Дальность (км) | Отклонение X (км) | Отклонение Z (км) | Расчёт | Результат запуска          | Примечания |
| ---------- | --------------- | ------------- | ------------- | -------------- | ----------------- | ----------------- | ------ | -------------------------- | --- |
| A-4        | 17 октября 1947 | 04Т           | 4-й ГЦП       |                |                   |                   | БОН    | Прожиг двигателя           | Ракета была установлена 15 октября |
| A-4        | 18 октября 1947 | 010Т          | 4-й ГЦП       | 206,7          |                   | -30               | БОН    | Успешно                    | Первый запуск баллистической ракеты в СССР |
| A-4        | 20 октября 1947 | 04Т           | 4-й ГЦП       | 231,4          |                   | -181              | БОН    | Успешно                    | Ракета была установлена 19 октября |
| A-4        | 22 октября 1947 | 11Т           | 4-й ГЦП       |                |                   |                   | БОН    | Прожиг двигателя           | Ракета была установлена 20 октября, после пяти попыток зажигания снята                                                                                              |
| A-4        | 23 октября 1947 | 08Т           | 4-й ГЦП       | 29,4           |                   | +3,9              | БОН    | Неудачно                   | Ракета впервый раз была установлена 20 октября, снята и повторно установлена 21; отказ системы управления                                                           |
| A-4        | 24 октября 1947 | 11Т           | 4-й ГЦП       |                |                   |                   | БОН    | Прожиг двигателя           | Неудачные попытки запустить двигатель в течение дня |
| A-4        | 26 октября 1947 | 11Т           | 4-й ГЦП       |                |                   |                   | БОН    | Прожиг двигателя           | После ряда неудач ракета снята |
| A-4        | 28 октября 1947 | 09Т           | 4-й ГЦП       |                |                   |                   | БОН    | Подготовка к запуску       | Ракета установлена 24 октября, 25 октября во время подготовки подломилась ножка стола, ракета накренилась и получила повреждения, 28 октября снята                  |
| A-4        | 28 октября 1947 | 03Т           | 4-й ГЦП       | 274,3          |                   | -4                | БОН    | Успешно                    | Ракета установлена 28 октября |
| A-4        | 29 октября 1947 | 06Т           | 4-й ГЦП       |                |                   |                   | БОН    | Подготовка к запуску       | Ракета установлена 29 октября, подготовка к запуску остановлена по причине плохих погодных условий                                                                  |
| A-4        | 29 октября 1947 | 12Н           | 4-й ГЦП       |                |                   |                   | БОН    | Прожиг двигателя           | Ракета установлена 29 октября |
| A-4        | 30 октября 1947 | 06Т           | 4-й ГЦП       |                |                   |                   | БОН    | Подготовка к запуску       | Ракета установлена 29 октября, подготовка к запуску остановлена по причине плохих погодных условий                                                                  |
| A-4        | 31 октября 1947 | 06Т           | 4-й ГЦП       | 2              |                   | -1                | БОН    | Неудачно                   | Отказ системы управления |
| A-4        | 1 ноября 1947   | 12Н           | 4-й ГЦП       |                |                   |                   | БОН    | Повторный прожиг двигателя | установлена 29 октября |
| A-4        | 2 ноября 1947   | 01Т           | 4-й ГЦП       |                |                   |                   | БОН    | Подготовка к запуску       | установлена 1 ноября, снята из-за дефекта рулевой машинки |
| A-4        | 2 ноября 1947   | 14Н           | 4-й ГЦП       | 260            |                   | -5                | БОН    | Успешно                    | Ракета установлена 2 ноября, на борту была установлена научная аппаратура Физического института АН СССР для исследования космических лучей                          |
| A-4        | 3 ноября 1947   | 30Н           | 4-й ГЦП       | 2,3            |                   | +0,9              | БОН    | Неудачно                   | Ракета установлена 3 ноября, отказ системы управления На борту была установлена научная аппаратура Физического института АН СССР для исследования космических лучей |
| A-4        | 4 ноября 1947   | 07Т           | 4-й ГЦП       |                |                   |                   | БОН    | Подготовка к запуску       | Ракета установлена 3 ноября, снята из-за возгорания кабельной сети ракеты                                                                                           |
| A-4        | 4 ноября 1947   | 01Т           | 4-й ГЦП       | 268,9          |                   | -1,1              | БОН    | Успешно                    | Ракета установлена 4 ноября |
| A-4        | 6 ноября 1947   | 21Н           | 4-й ГЦП       |                |                   |                   | БОН    | Подготовка к запуску       | Ракета установлена 5 ноября, запуск отменён по причине плохой погоды                                                                                                |
| A-4        | 8 ноября 1947   | 21Н           | 4-й ГЦП       |                |                   |                   | БОН    | Подготовка к запуску       | Ракета установлена 5 ноября, запуск отменён по причине плохой погоды                                                                                                |
| A-4        | 9 ноября 1947   | 21Н           | 4-й ГЦП       |                |                   |                   | БОН    | Подготовка к запуску       | Ракета установлена 5 ноября, запуск отменён по причине плохой погоды                                                                                                |
| A-4        | 10 ноября 1947  | 21Н           | 4-й ГЦП       | 24,4           |                   | +18,2             | БОН    | Неудачно                   | Отказ системы управления |
| A-4        | 10 ноября 1947  | 22Н           | 4-й ГЦП       |                |                   |                   | БОН    | Подготовка к запуску       | Ракета установлена 10 ноября, снята из-за дефекта рулевой машинки                                                                                                   |
| A-4        | 11 ноября 1947  | 22Н           | 4-й ГЦП       |                |                   |                   | БОН    | Подготовка к запуску       | Ракета установлена 11 ноября, снята из-за значительного ухудшения погоды                                                                                            |
| A-4        | 12 ноября 1947  | 22Н           | 4-й ГЦП       |                |                   |                   | БОН    | Подготовка к запуску       | Ракета установлена 12 ноября, старт отложен по причине плохой погоды                                                                                                |
| A-4        | 13 ноября 1947  | 22Н           | 4-й ГЦП       | 270            |                   | +0,1              | БОН    | Успешно                    | Ракета установлена 12 ноября, на борту была установлена научная аппаратура Физического института АН СССР для исследования космических лучей                         |
| A-4        | 13 ноября 1947  | 19Н           | 4-й ГЦП       | 262,2          |                   | -1,5              | БОН    | Успешно                    | Ракета установлена 12 ноября |

Статистика запусков
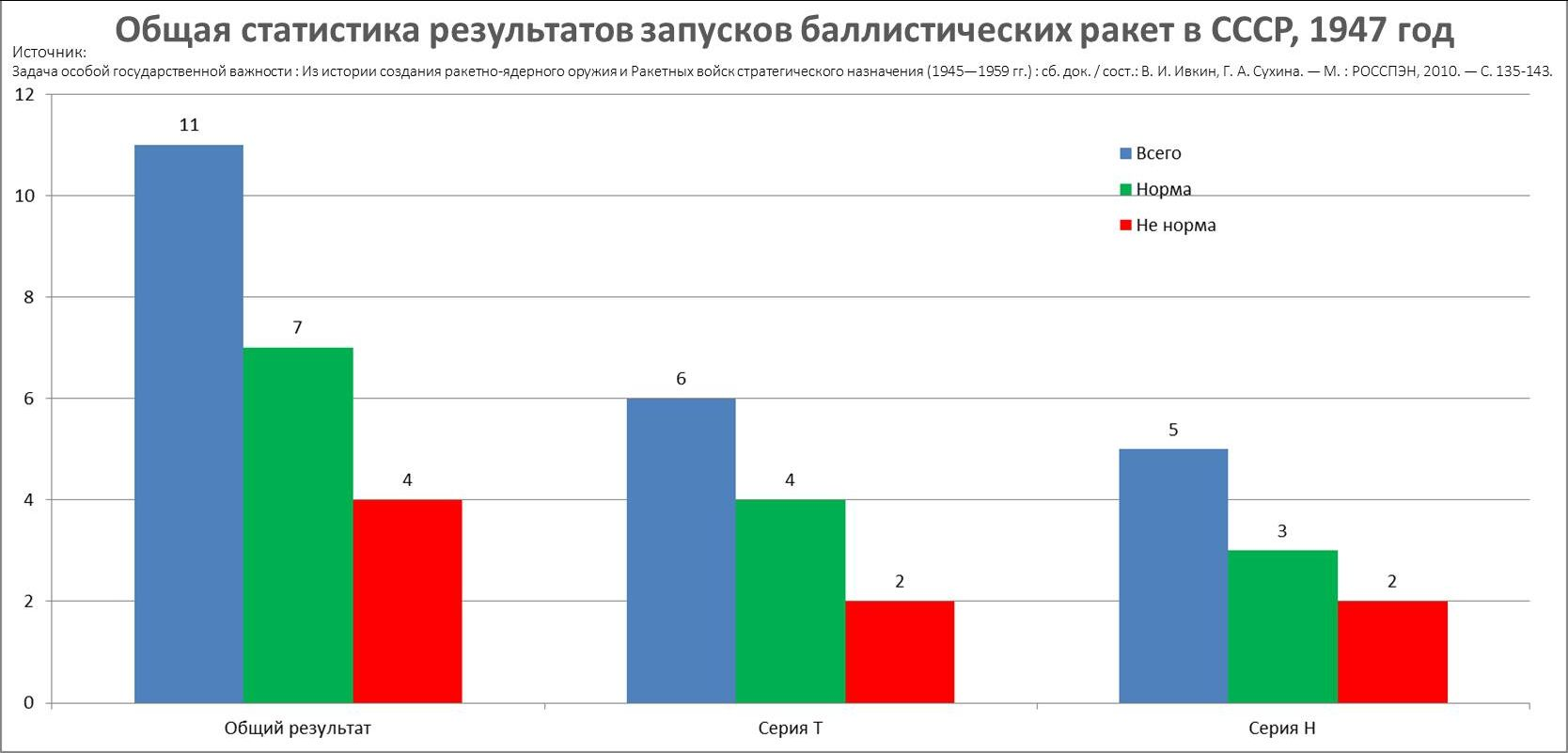
Общая статистика запусков
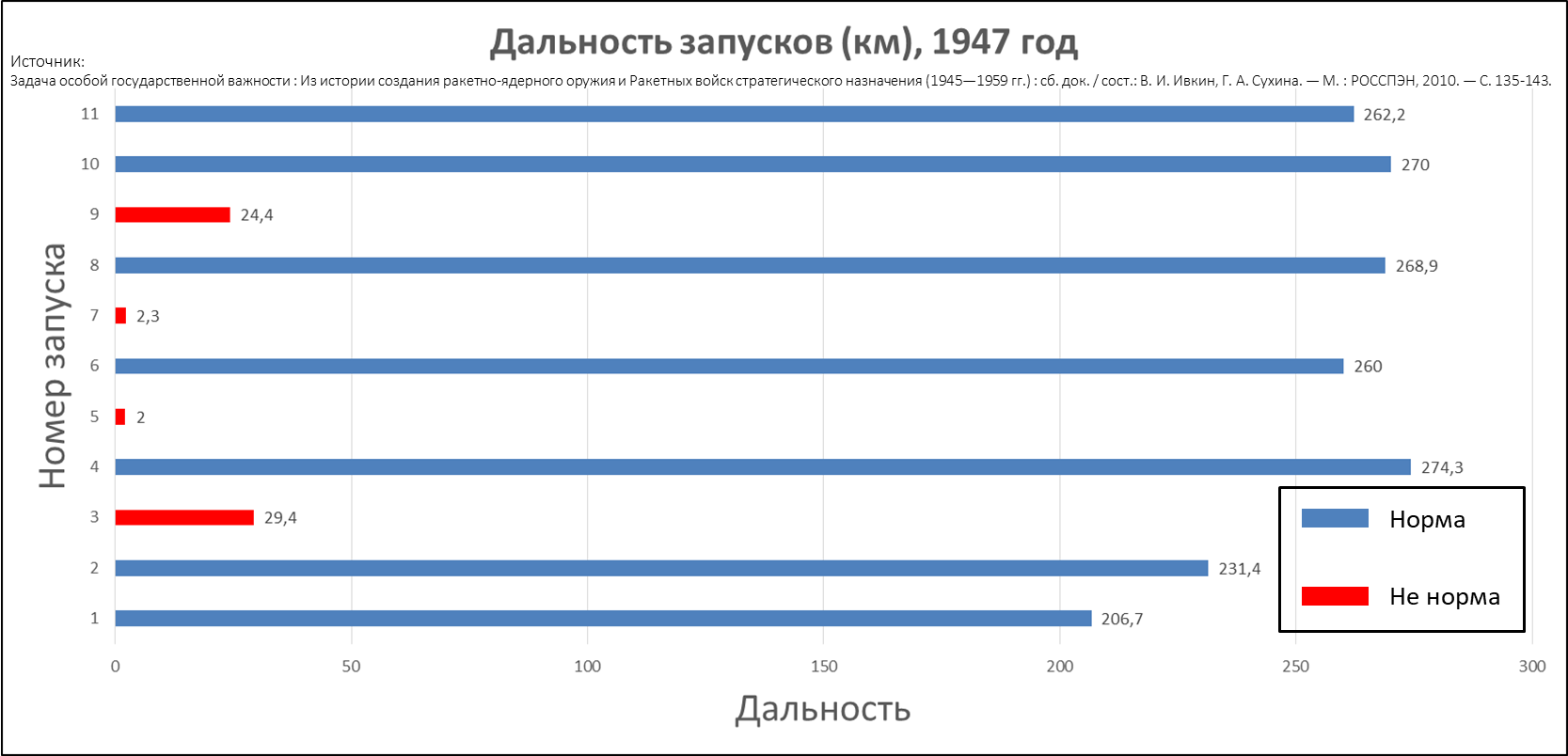
Результаты запусков по дальности полёта
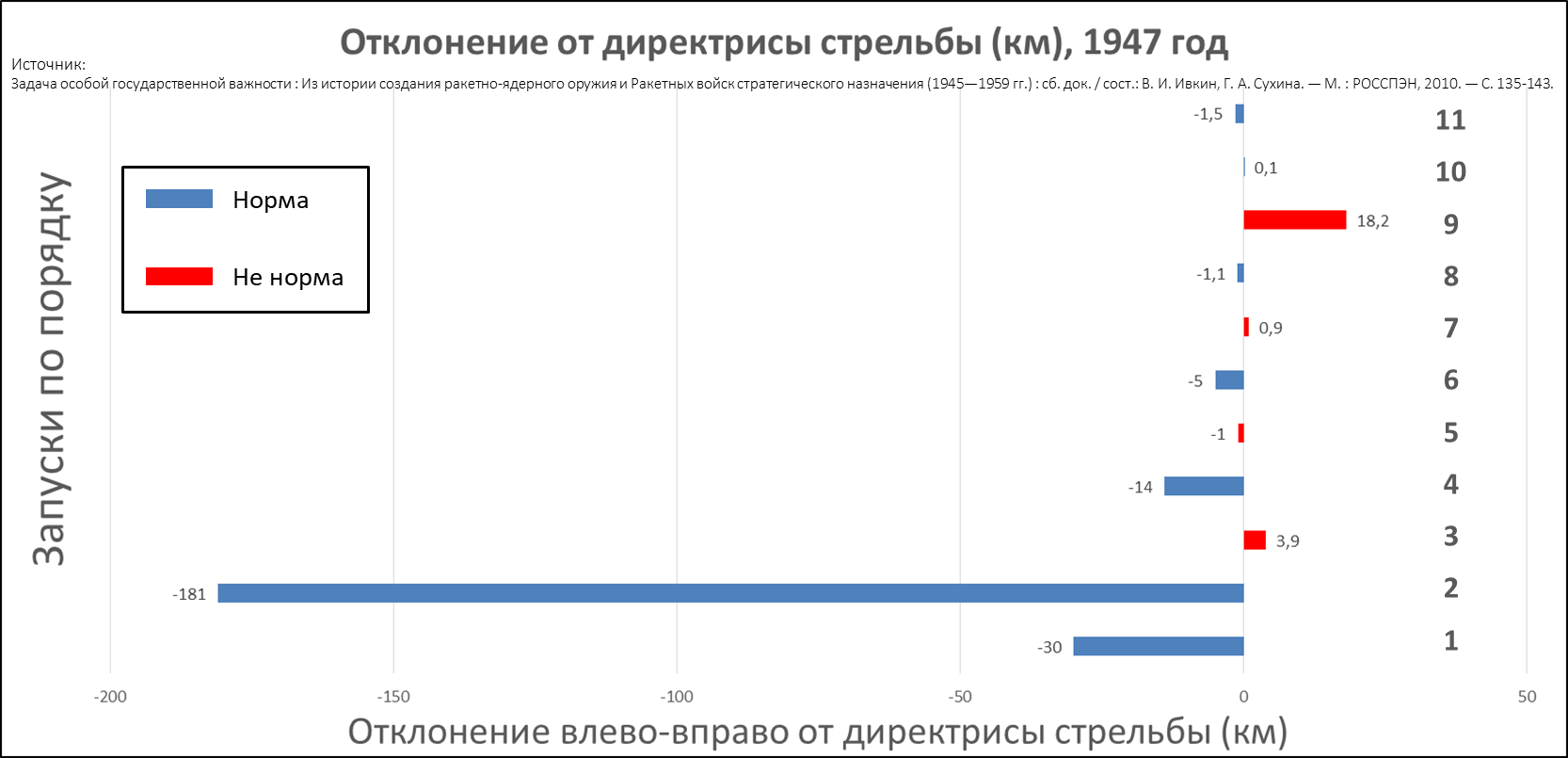
Результаты запусков по отклонению от директрисы стрельбы

## Итоги запусков
По завершении испытательных запусков ракет А-4 председатель государственной комиссии — заместитель министра Вооружённых сил СССР маршал артиллерии Н. Д. Яковлев предоставил И. В. Сталину докладную записку, в которой были сформулированы предложения по дальнейшему развитию ракетной техники и укреплению научно-исследовательской базы.
По материалам киносъёмок испытаний киностудия Министерства обороны СССР выпустила документальный фильм, знакомящий зрителей с ракетой ФАУ-2, результатами и особенностями испытательных запусков.